# الخط الزمني لغزو العراق 2003
هذا خط زمني للأحداث التي أحاطت بالغزو الذي قادته الولايات المتحدة للعراق في عام 2003.

طريق غزو التحالف: كانت غالبية قوات الغزو الأمريكية والبريطانية تقترب من العراق من الجنوب في طريقها إلى بغداد.

## 17 آذار/مارس
- الرئيس الأمريكي جورج بوش يلقي خطابا تلفزيونيا للعالم يلخص فيه أحداث الأشهر القليلة الماضية بين الولايات المتحدة والعراق. ويطالب بأن يخلي صدام حسين منصبه ويغادر العراق خلال يومين، وإلا فإن الولايات المتحدة وحلفاؤها سوف تغزو العراق ويخلعون نظامه.[1]
- في المملكة المتحدة، يستقيل زعيم مجلس العموم روبن كوك احتجاجا على دعم رئيس الوزراء توني بلير للغزو الأمريكي.[2]

## 18 آذار/مارس
الاحتجاجات ضد غزو محتمل للعراق تبدأ في جميع أنحاء العالم.
- في أستراليا، رسم المتظاهرون شعار “لا حرب” على دار أوبرا سيدني.[3][4] يأتي ذلك في الوقت الذي أعلن فيه رئيس الوزراء الأسترالي جون هوارد انه سيلتزم بقوات في أي حرب تقودها الولايات المتحدة ضد العراق. ضابط سابق في البحرية يحرق زيّه الرسمي خارج مجلس البرلمان الأسترالي.
- في الدنمارك، ألقى المتظاهرون الطلاء الأحمر على رئيس الوزراء أندرس فوغ راسموسن لموقفه المؤيد للولايات المتحدة قبيل مؤتمر صحفي.[5]
- في المملكة المتحدة، ينجو توني بلير من تمرد داخل حزبه لكسب التأييد البرلماني للأعمال الحربية في العراق، حيث صوت 159 من نواب حزب العمال ضد الحكومة.[6][7]

## 19 آذار/مارس
- مع استمرار الاحتجاجات المناهضة للحرب، يقوم متظاهرو غرينبيس بتقييد أنفسهم إلى بوابات مقر إقامة رئيس الوزراء الأسترالي، ذا لودج.[8][9]

## 20 آذار/مارس

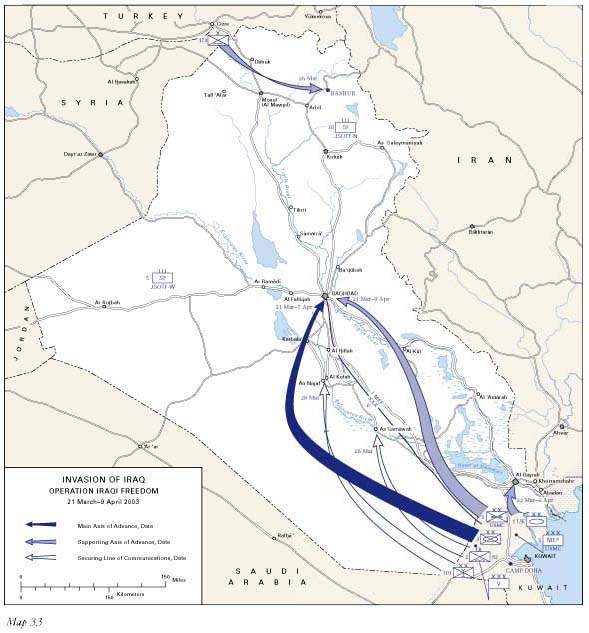
خريطة لمسار التقدم من قبل الولايات المتحدة والقوات المتحالفة معها

تبدأ الهجمات الأولى على بغداد بعد وقت قصير من الساعة 01:00 بالتوقيت العالمي المنسق لانتهاء مهلة الولايات المتحدة البالغة 48 ساعة للرئيس العراقي صدام حسين وابنائه لمغادرة العراق.
- 02:30 بالتوقيت العالمي المنسّق: تم الإبلاغ عن انفجارات في بغداد، مما أدى إلى إتلاف المباني المدنية. وذكرت وزارة الدفاع الأمريكية في وقت لاحق أن الهجوم كان يتألف من 36 قذيفة من طراز توماهوك وقنبلتان من طراز GBU-27 أطلقتهما F-117، وأن الهدف كان مخبأ عسكري يعتقد أنه يحتوي على مسؤولين رفيعي المستوى في النظام العراقي، بمن فيهم صدام حسين نفسه. في وقت لاحق، في 29 أيار/مايو، ذكرت شبكة سي بي إس الاخبارية المسائية أن المخبأ لم يكن موجودا.[10]
- 03:15 بالتوقيت العالمي (19 آذار/مارس بتوقيت الولايات المتحدة): يذكر الرئيس الأمريكي جورج بوش أنه أمر التحالف بشن “هجوم فرصة” ضد أهداف محددة في العراق. وقد أُطلق على العملية العسكرية اسم “عملية حرية العراق”.[11]
- بث التلفزيون العراقي الرسمي خطابا للرئيس العراقي صدام حسين. الولايات المتحدة والبريطانيون يحللون اللقطات عن كثب، معتقدين أن شبيهه قد ألقى الخطاب.[12] ومع ذلك، تقول الولايات المتحدة في نهاية المطاف أنها تعتقد أن الخطاب قد ألقاه بالفعل صدام حسين نفسه. بيد أنه لم يتم التأكد بعد من تاريخ تسجيل الخطاب. التكهنات تبدأ بأن صدام حسين ربما يكون قد قتل. غير أن هذه التقارير تعتبر كاذبة.
- أعلن أن قوات العمليات الخاصة تعمل داخل العراق. ولدى أستراليا والمملكة المتحدة والولايات المتحدة جميعا قوات عمليات خاصة في المنطقة. بعد وقت قصير من الضربة على بغداد، يطلق العراق عددا من الصواريخ على أهداف في الكويت، بما في ذلك على قوات التحالف المتمركزة هناك.[13] تم أيضا اعتراض 2 إلى 3 صواريخ سكود.[14] وذكرت قوات التحالف أنها لم تسبب أي أضرار. وفي وقت لاحق من اليوم تتحرك القوات البرية البريطانية والأمريكية إلى المنطقة المنزوعة السلاح بين العراق وجارتها الكويت ثم إلى العراق نفسه. وخلال الليل، لقي 12 جنديا بريطانيا وأربعة جنود امريكيين مصرعهم عندما تحطمت مروحية نقل.[15]

## 22 آذار/مارس
- تتواصل الغارات الجوية على بغداد، حيث تتركز الهجمات الآن على ضواحي المدينة.
- في حوالي منتصف الليل بالتوقيت العالمي المنسق (بالتوقيت المحلي في الصباح الباكر)، تشير التقارير إلى أن 1,500 جندي تركي قد انتقلوا إلى شمال العراق.[16] وقد عارضت الحكومة الأمريكية تدخل القوات التركية. وقد أعلنت الحكومة الألمانية انها ستستدعي افراد نظام الإنذار والمراقبة الجوى الألماني الذين يراقبون أجواء الناتو فوق تركيا إذا اشتبكت القوات التركية في معارك في شمال العراق. تركيا تنفي في وقت لاحق أنها نقلت قوات إلى العراق.[17]
- في الساعة 1:15 (بالتوقيت العالمي المنسق)، أدى اصطدام طائرتي هليكوبتر من طراز Westland Sea King للبحرية الملكية من سفينة إتش إم إس آرك رويال فوق الخليج العربي إلى مقتل ستة بريطانيين وواحد أمريكي.[18]
- في الساعة 10:00 بالتوقيت العالمي، أفادت التقارير أن القوات الأمريكية تحاول السيطرة على مدينة البصرة، وتشارك في معركة كبيرة للدبابات على الجانب الغربي من المدينة.
- مسؤولون أكراد يبلغون عن هجوم صاروخي أمريكي على الأراضي التي تسيطر عليها جماعة أنصار الإسلام الإسلامية الكردية.
- وفقا لتقارير النظام العراقي، قتل مدنيان وجرح 207 آخرين، معظمهم من النساء والأطفال. وهم يدعون أنه لم يحدث أي انشقاق أو استسلام لل جنود العراقيين، وأن لقطات على العكس من ذلك هي في الواقع لقطات لمدنيين عراقيين مختطفين.
- وقد دمر المقاتلون العراقيون خمس دبابات أمريكية والعديد من المركبات ودخلت قوات التحالف ولكنها صدت بعد ذلك من أم قصر.
- يضع النظام العراقي مكافأة قدرها 50 مليون دينار (33,000 دولار أمريكي) للقبض على، أو 25 مليون دينار مقابل قتل كل “مرتزق”.[19]
- أجزاء من مدينة البصرة تدخل من قبل البريطانيين.
- أدى هجوم بقنبلة يدوية على قاعدة خلفية للفرقة 101 المحمولة جوا في الكويت إلى مقتل الكابتن كريس سايفرت من الجيش والميجور غريغوري ستون من سلاح الجو وإصابة 14 آخرين. تم القبض على جندي أمريكي، الرقيب حسن أكبر بتهمة الهجوم.

## 23 آذار/مارس
- القوات الأمريكية والبريطانية تنجح في الاستيلاء على المطار خارج البصرة، وتقاتل مع القوات العراقية للسيطرة على المدينة نفسها.
- قوات المارينز الأمريكية تقاتل القوات العراقية بالقرب من مدينة الناصرية، وهي معبر رئيسي في نهر الفرات على بعد 225 ميلا (362 كلم) جنوب شرق بغداد.
- ذكرت وسائل الاعلام الاخبارية ان صور جنود بريطانيين وأمريكيين جرحوا وقتلوا على يد القوات العراقية عرضت من قبل قناة الجزيرة التلفزيونية العربية.
  - فُقد ستة عشر أمريكيا؛ وقد عرض خمسة منهم على شاشة التلفزيون العراقي كأسرى حرب، بينما يظهر أربعة قتلى على الأقل في غرفة المستشفى.
- في حادث آخر تأكد مقتل عشرة من مشاة البحرية الأمريكية، بعد أن واجهوا كمين أثناء معركة الناصرية.
- ذكرت شبكة التلفزيون البريطانية آي تي في أن مراسلها تيري لويد قتل بالقرب من البصرة.
- تستمر المعارك حول مدينتي البصرة والناصرية العراقيتين.
- العراق يذكر أنه اعتقل عددا من أسرى الحرب الأمريكيين. ويذكر الجيش الأمريكي أن 12 جنديا من وحدة صيانة مفقودون. ويُنشر شريط فيديو للجنود الأسرى والقتلى، يظهر احتمال التعذيب والقتل على غرار الإعدام. ويتهم المسؤولون الأمريكيون ان معاملة العراقيين للاسرى تنتهك اتفاقيات جنيف.
- اسقطت طائرة تابعة للقوات الجوية الملكية بانافيا تورنادو بواسطة “نيران صديقة” من قبل بطارية صواريخ باتريوت الأمريكية.
- قوات التحالف تسيطر على مجمع كبير من المباني في محافظة النجف بالقرب من مدينة النجف. وتعلن بعض مصادر الأخبار أن هذا “مصنع ضخم للأسلحة الكيميائية”،[20] لكن مسؤولي البنتاغون يصفون هذه الإعلانات بأنها “سابقة لأوانها” ويذكرونه أنه لم يتم العثور على أي أسلحة دمار شامل حتى الآن.
- في بلجيكا، تقدم شكاوى قانونية ضد مسؤولين أمريكيين بتهمة “جرائم ضد الإنسانية”. وأفادت الأنباء ان عراقيا يمثل سبع عائلات قدم شكاوى تتعلق بانتهاك حقوق الإنسان ضد الرئيس الأمريكي السابق جورج بوش وديك تشيني ونورمان شوارتسكوف في بلجيكا. وندد العراقيون، بدعم من نائب اشتراكي ومنظمة غير حكومية، بتفجير الملجأ الذي أودى بحياة 403 مدنيين في بغداد في شباط/فبراير 1991 خلال حرب الخليج العربي. وهذا أمر ممكن بفضل القانون البلجيكي للاختصاص العالمي، الذي ينص على إقامة العدل في جرائم الحرب والجرائم ضد الإنسانية والإبادة الجماعية، ويمكن أن ينطبق على أي جنسية. وزير الخارجية الأمريكي كولن باول يشير إلى أن الحدث كان “مشكلة خطيرة” تؤثر على القدرة على التوجه إلى بلجيكا وخصوصا إلى حلف شمال الاطلسي في بروكسل. وقال باول ان هذا القانون كان موضع قلق.

## 24 آذار/مارس
- عملية لنحو ثلاثين طائرة هليكوبتر هجومية أمريكية تهاجم فرقة المدينة التابعة للحرس الجمهوري العراقي المتجذرة في منطقة كربلاء. تم إسقاط مروحية من طراز أباتشي تابعة للجيش الأمريكي وقبض عليها من قبل مدنيين عراقيين، بالإضافة إلى طاقمها، الذين ظهروا فيما بعد على القنوات الفضائية العربية. وأفاد مراسل لشبكة سي إن إن، الذي كان مدمجا بوحدة هليكوبتر شاركت في المعركة، عن تدمير طائرة هليكوبتر أخرى، وأن طائرات الهليكوبتر تعرضت لنيران كثيفة، ولم تتمكن سوى اثنتان منها من تحقيق أهدافهما. تم استعادة طاقم المروحية في وقت لاحق بأمان.
- الصين تمنح الولايات المتحدة عنوان سفارتها في بغداد أملاً في تجنب تكرار الهجوم المميت على السفارة الصينية في بلغراد.[21]
- قُتل خمسة أشخاص، من بينهم امرأة واحدة، عندما سقط صاروخ على منازلهم في منطقة مأهولة غرب بغداد.
- تتهم الولايات المتحدة الروس بتسليم أسلحة للعراق. يرفض آري فلايشر، المتحدث باسم الرئيس الأمريكي، نفي موسكو، ويدعي أن واشنطن لديها «أدلة» على عمليات التسليم هذه، والتي قد تمنح العراقيين أصولًا لا تقدر بثمن ضد القوات البريطانية والأمريكية. الأجهزة المدرجة هي مناظير للرؤية الليلية، وحدات GPS، وصواريخ مضادة للدبابات. يقول فلايشر إن الحكومة الأمريكية طلبت من الروس وضع حد فوري لمساعدتها. الحكومة الروسية والشركات التي ذكرت أنها سلمت أسلحة إلى العراق ترفض هذه المزاعم يوم الاثنين، وتصفها بأنها «اختراعات» وتؤكد من جديد أن موسكو تحترم بشدة الحصار الذي تفرضه الأمم المتحدة على بغداد. نقلت وكالة انباء إنترفاكس عن السكرتير الصحفي الرئاسي الأمريكي اليوم الثلاثاء قوله ان الرئيس الروسي فلاديمير بوتين يرفض التهم الأمريكية خلال محادثة هاتفية مع جورج دبليو بوش.
- صوتت جامعة الدول العربية بأغلبية 21 صوتًا مقابل صوت واحد، لصالح قرار يطالب بالترحيل الفوري وغير المشروط للجنود الأمريكيين والبريطانيين من العراق. وقد أدلت الكويت بالتصويت المخالف الوحيد.
- القائد العراقي صدام حسين يلقي خطاباً متلفزاً على التلفزيون الحكومي العراقي، يحث المواطنين العراقيين على قتال قوات التحالف:

أيها المقاتلين الشجعان! أضربوا عدوكم بكل قوتكم. أيها العراقيون، قاتلوا بقوة روح الجهاد التي تحملونها وادفعوهم إلى النقطة التي لا يستطيعون فيها الاستمرار.

## 25 آذار/مارس
- تبدأ قوات التحالف في قتال الميليشيات العراقية في البصرة، ثاني أكبر مدينة في العراق. أفاد الجنود البريطانيون أن السكان الشيعة في البصرة بدا أنهم متمردون ضد الميليشيات العراقية. أكدت جماعة المقاومة المناهضة لصدام المتمركزة في إيران، المجلس الأعلى للثورة الإسلامية في العراق، أن الثورة الشيعية كانت تجري في البصرة. وفقًا لبعض المصادر، كانت قوات الميليشيا العراقية تهاجم مدنيي البصرة المحليين، في محاولة لوقف التمرد، باستخدام المدفعية ومدافع الهاون. نفى وزير الإعلام العراقي محمد الصحاف وقوع أي ثورة في البصرة.
- حذر الصليب الأحمر من ظهور أزمة إنسانية في المدينة. يحاول الصليب الأحمر وإنقاذ الأطفال ومنظمات أخرى الوصول إلى المدينة. ولدى الكويت أيضًا قافلة من شاحنات الإمداد المتجهة شمالًا إلى العراق. تعلن قوات التحالف أن مدينة ميناء أم قصر أصبحت الآن «آمن ومفتوح» وبدأ الغواصون في البحث عن الألغام قبالة الشاطئ. بمجرد أن تصبح المياه صافية، تهبط السفن البريطانية التي تنتظر قبالة السواحل العراقية في أم قصر مع الأدوية والغذاء والمياه الإضافية للمنطقة. لدى قوات التحالف كمية صغيرة من الطعام والماء تبدأ في نقلها إلى مواطني أم قصر.
- أثناء قتالها في الناصرية، تكتشف قوات التحالف وتضبط مخابئ الأسلحة والعتاد للحماية من الأسلحة الكيماوية، بما في ذلك دبابة T-55، وأكثر من 3000 بذلة كيماوية مع أقنعة، والذخيرة العراقية والزي العسكري. كل هذه المعدات كانت مخبأة في مستشفى الناصرية.
- تتقدم القوات الأمريكية باتجاه بغداد، لكن يعوقها العواصف الترابية الشديدة.
- تم العثور على الآلاف من البزات الكيميائية وكذلك دبابة ومخزون كبير من الأسلحة من قبل قوات التحالف في مستشفى الناصرية في العراق. تدخل قوات التحالف المستشفى بعد أن أطلق عليها جنود عراقيون مختبئون في المبنى.[23] يفيد المسؤولون الأمريكيون باحتمالية نشر أسلحة كيميائية على قوات التحالف مع اقترابهم من بغداد.[24]
- ذكرت القوات البريطانية أن الانتفاضة الشعبية في مدينة البصرة قد دفعت القوات العراقية إلى إطلاق النار على المدنيين بقذائف الهاون. القوات البريطانية تهاجم موقع الهاون.[25]
- وفقًا لضابط أمريكي، قُتل نحو 650 عراقيًا حول النجف «خلال الأربع وعشرين ساعة الماضية» بينما لم تكن القوات الأمريكية، من جانبهم، قد سجلت أي خسائر. سيكون هذا التقييم، الذي لم يؤكده أي مصدر مستقل، هو الأثقل منذ بدء الهجوم، يوم الخميس السابق.

## 26 آذار/مارس
- تعترف القيادة المركزية الأمريكية في قطر بأنها نفذت عمليات قصف كان يمكن أن تقتل مدنيين لأن الأصول العسكرية العراقية كانت موضوعة بالقرب من المناطق المدنية – على بعد 300 قدم (100 متر) في بعض الحالات. يحدث هذا بعد ساعات قليلة من وقوع انفجارين في شارع تجاري ببغداد أسفر عن مقتل 14 مدنيا عراقيا وإصابة ثلاثين آخرين، وفقا للدفاع المدني العراقي. وفي هذا اليوم أيضًا، تشارك وحدات خاصة من الحرس الجمهوري العراقي، لأول مرة، في المعارك ضد القوات الأمريكية والبريطانية. بعد انفجارات السوق في بغداد مباشرة، تدعو روسيا إلى «الإنهاء الفوري للحرب ضد العراق» واستئناف المناقشات داخل مجلس الأمن الدولي.
- 954 جنديًا من اللواء 173 الأمريكي المحمول، بقيادة العقيد ويليام سي. مايفيل، يقومون بقفزة قتالية في شمال العراق على مطار باشور. مهمتهم هي لتأمين الجبهة الشمالية للوحدات البرية الجوية بما في ذلك المدرعات والأصول اللوجستية. كما يساعد المظليين قوات العمليات الخاصة الناشطة بالفعل في المناطق الواقعة شمال كركوك والموصل.[26][27]

## 27 آذار/مارس
- القوات الأمريكية تأخذ الجسر في السماوة.

## 28 آذار/مارس
- مجلس الأمن الدولي يتبنى بالإجماع قرارا يسمح باستئناف برنامج النفط مقابل الغذاء الذي تم تعليقه في 18 آذار/مارس والذي يعتمد عليه 60% من السكان العراقيين في كسب عيشهم. أكد الأمين العام للأمم المتحدة، كوفي عنان، أن هذا التصويت لا ينبغي الخلط بينه وبين الاعتراف بالحرب التي نفذت وبوسائل لإضفاء الشرعية على العمل العسكري بعد ذلك. ينص القرار على أن المسؤولية الرئيسية عن معالجة العواقب الإنسانية للحرب تقع على عاتق الولايات المتحدة والمملكة المتحدة إذا سيطرتا على البلاد. يشير هذا إلى اتفاقية جنيف الرابعة لعام 1949، التي تحدد مسؤوليات أي بلد في زمن الحرب تجاه قوات الاحتلال.
- وزير الدفاع الأمريكي دونالد رامسفيلد يتهم سوريا بتزويد العراق بالأسلحة والمواد. سوريا تنفي هذه الادعاءات.
- تستعد أول سفينة مساعدات إنسانية تابعة لقوات التحالف، هي RFA Sir Galahad، للرسو في ميناء أم قصر العراقي في الساعة 11:45 مساءً. (التوقيت العالمي).
- بعد يومين من القتال، قامت مشاة البحرية الملكية من شركة J Company ، 42 كوماندوز، بتحرير بلدة أم خيال، مما أدى إلى مقتل عدد من مقاتلي فدائيي صدام.[28]
- صاروخ عراقي يضرب مركز تجاري في مدينة الكويت. المركز التجاري كان مغلقا في وقت إصابته.[29]

## 29 آذار/مارس
- يتهم وزير الإعلام العراقي محمد سعيد الصحاف القوات الأمريكية بقتل 140 مدنياً خلال الـ 24 ساعة الماضية وينفي مزاعم أن الجنود العراقيين يتنكرون كمدنيين.
- دمر انفجار مركز تسوق في مدينة الكويت قبل الفجر. تشير التقارير الأولية إلى أن السبب هو وجود صاروخ كروز امريكى غير فعال، لكن التقارير اللاحقة ركزت على صاروخ دودة القز العراقي باعتباره المسؤول. لم يبلغ عن أي إصابات.
- انتحاري عراقي يقود سيارة أجرة يقتل أربعة جنود أمريكيين في هجوم.

## 31 آذار/مارس
- تقتل القوات الأمريكية سبعة مدنيين، بينهم نساء وأطفال، في سيارة رفض سائقها التوقف عند نقطة تفتيش. وفقًا لإحدى الروايات، تجاهل السائق العديد من الطلقات التحذيرية، وكذلك إطلاق النار على محرك السيارة.[30]
- تم طرد الصحفي بيتر آرنت من قبل شبكة إن بي سي بعد إجراء مقابلة مع التلفزيون العراقي، والتي اعتبر البعض أنها تنتقد بشكل غير عادل حرب إدارة بوش على العراق. في وقت لاحق من اليوم، تم توظيف أرنيت من قبل صحيفة ديلي ميرور البريطانية.
- وزارة الدفاع الأمريكية تأمر مراسل قناة فوكس نيوز جيرالدو ريفيرا بالابتعاد عن قواتها وتطالبه بمغادرة العراق بعد اتهامه بالإبلاغ عن مواقع القوات الأمريكية.

## 2 نيسان/أبريل

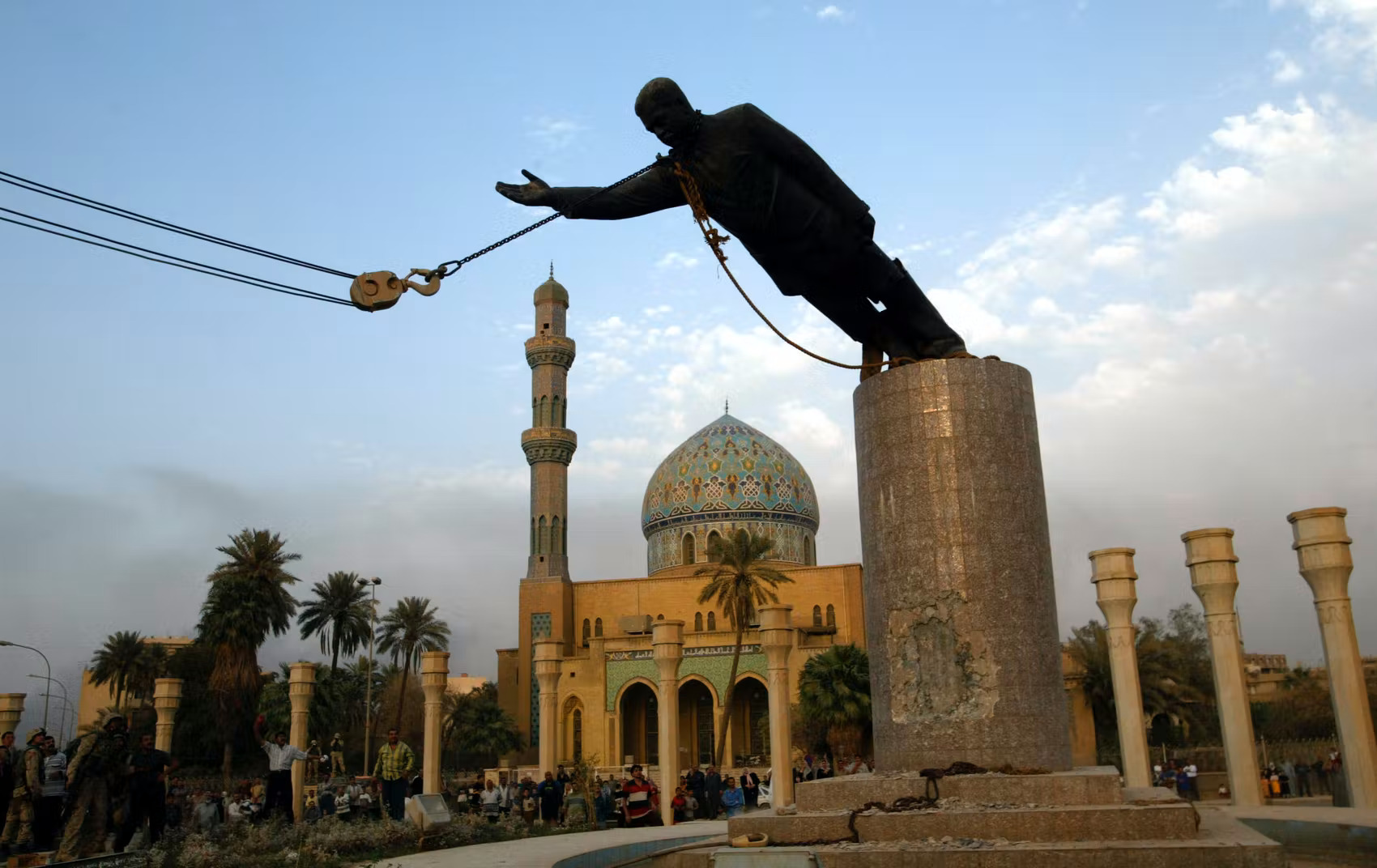
المارينز الأمريكيون والمدنيون العراقيون يسقطون تمثالًا لصدام حسين في نيسان/أبريل 2003.

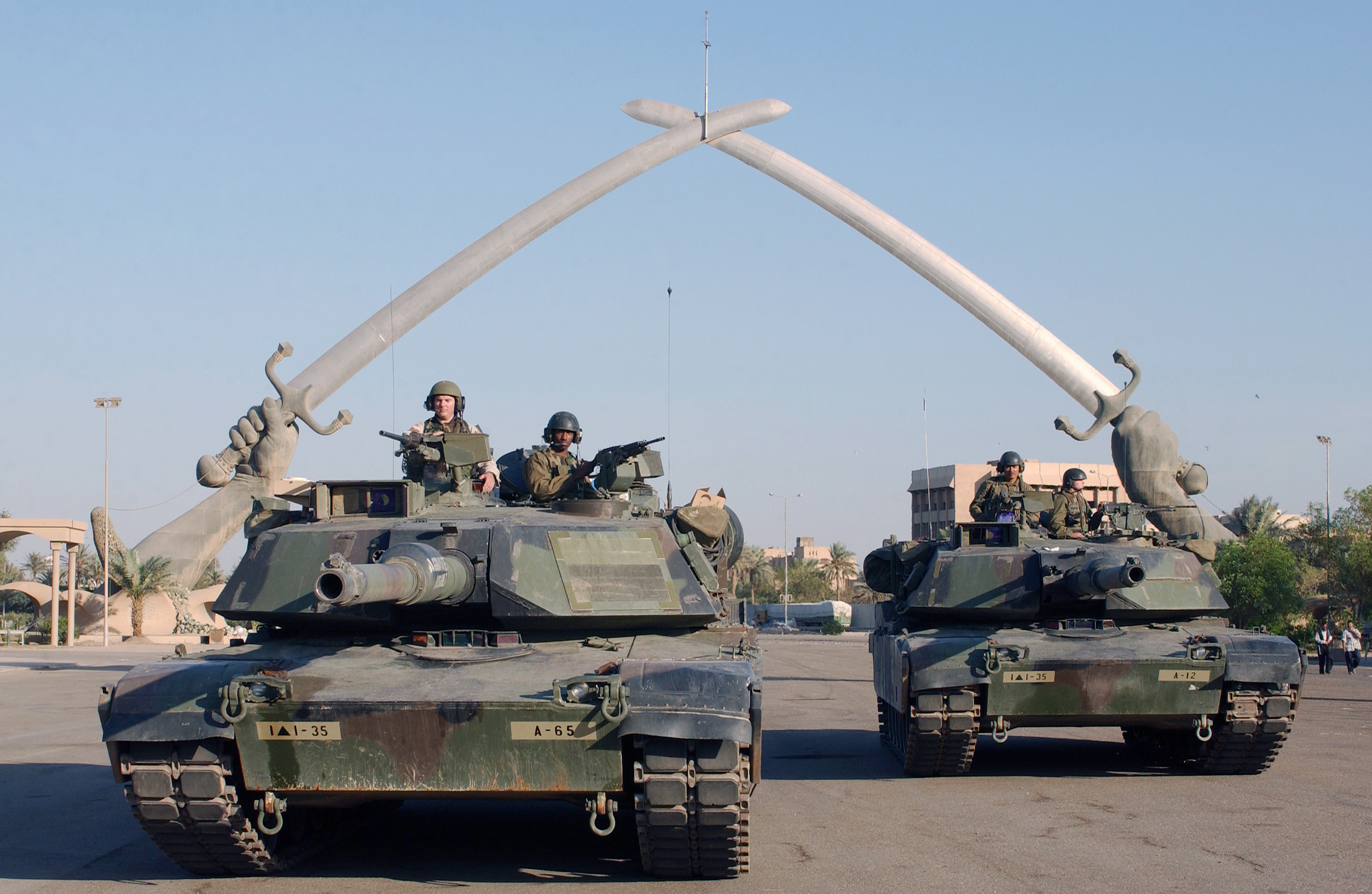
دبابات الجيش الأمريكي، M1A1، أبرامز، تلتقط صورة تحت "أيدي النصر" في ساحة الاحتفال ببغداد عام 2003.

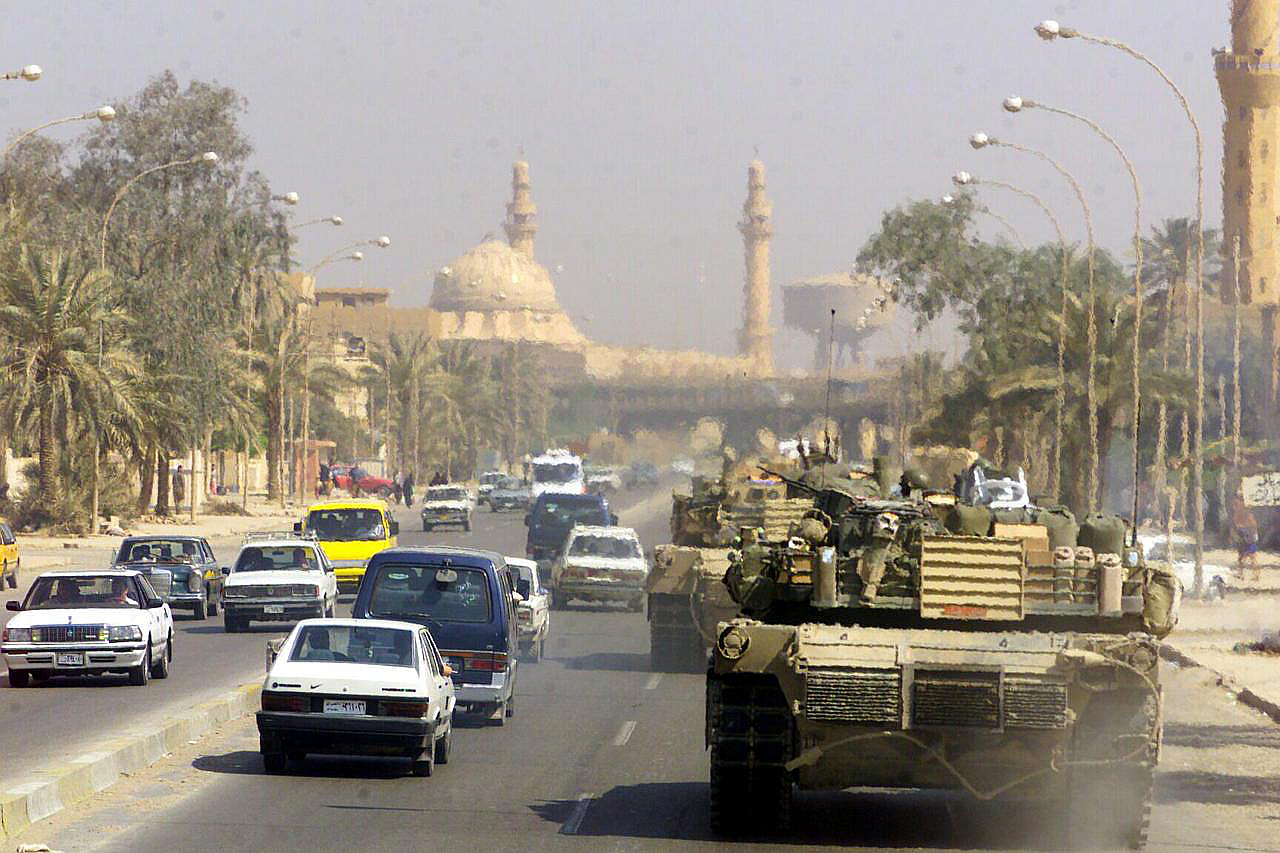
دبابة من مشاة البحرية الأمريكية M1 أبرامز التابعة للفرقة البحرية الأولى بالولايات المتحدة تقوم بدوريات في أحد شوارع بغداد بعد الاستيلاء عليها في عام 2003 أثناء عملية الحرية العراقية.

- القوات الأمريكية تصل إلى ضواحي بغداد وتواجه قتالاً عنيفاً من وحدات صغيرة من الحرس الجمهوري العراقي.
- رجال الميليشيات الكردية، بمساعدة القوات الأمريكية، ينتقلون إلى كانيلان بالقرب من الموصل في شمال العراق. يخبر المواطنون الذين يعيشون في البلدة المراسلين أنهم سعداء بأن الجنود العراقيين قد رحلوا.

## 3 نيسان/أبريل
- القوات الأمريكية تسيطر على مطار صدام الدولي، جنوب بغداد. قاموا بإعادة تسمية المطار إلى «مطار بغداد الدولي».
- يظهر صدام حسين على شاشة التلفزيون العراقي للمرة الأخيرة كرئيس للدولة.[2]

## 4 نيسان/أبريل
- تجد MSNBC أدلة على السموم القاتلة الريسين، والبوتولينوم في مختبر في شمال العراق، ويستخدم كمعسكر تدريب لأنصار الإسلام، وهي جماعة إرهابية لها صلات بشبكة القاعدة الإرهابية.[31] كانت الاختبارات التي أجراها MSNBC هي نفس النوع من الاختبارات التي يستخدمها مفتشو الأسلحة التابعون للأمم المتحدة. قال المسؤولون الأمريكيون إنهم يعتزمون إجراء اختباراتهم الخاصة في المنطقة.
- القوات الأمريكية تبحث في مصنع اللطيفية للمتفجرات والذخائر، جنوب بغداد، وتكتشف الآلاف من الصناديق المليئة بقوارير من مادة مسحوق أبيض، الأتروبين (وهو ترياق عامل الأعصاب) والوثائق العربية حول كيفية الانخراط في الحرب الكيميائية. تشير التقارير المبكرة إلى أن المادة المسحوقة عبارة عن مادة متفجرة، على الرغم من الحاجة إلى اختبارات إضافية. بعض القوارير تحتوي على سائل. وقد حددت الوكالة الدولية للطاقة الذرية المرفق بأنه موقع مشتبه فيه للأسلحة الكيميائية والبيولوجية والنووية. زار مفتشو الأسلحة التابعون للأمم المتحدة المصنع تسع مرات على الأقل، بما في ذلك في 18 شباط/فبراير. تظهر الاختبارات اللاحقة عدم وجود أسلحة ممنوعة.

## 6 نيسان/أبريل
- تصبح البصرة أول مدينة عراقية كبرى تسيطر عليها قوات التحالف عندما تقع تحت السيطرة البريطانية.

## 8 نيسان/أبريل
- كرر محمد البرادعي، رئيس الوكالة الدولية للطاقة الذرية، البيان الذي أدلى به في 31 آذار/مارس بأن الوكالة الدولية للطاقة الذرية هي وحدها التي لديها تفويض للبحث عن أي أسلحة نووية أو أجزاء من الأسلحة النووية الموجودة في العراق وتدميرها.[32]
- أصاب صاروخان أمريكيان جو – أرض مكتب الجزيرة في بغداد، مما أسفر عن مقتل مراسل وإصابة مصور. كما تعرض المكتب القريب للقناة الفضائية العربية أبو ظبي لضربات جوية. الجزيرة تتهم الولايات المتحدة بمهاجمة الإعلام المدني كرقابة. في نفس اليوم، أطلقت دبابة قتال رئيسية أمريكية من طراز M1 Abrams النار في الطابق الخامس عشر من فندق فلسطين ببغداد، حيث رسى العديد من الصحفيين الأجانب، مما أسفر عن مقتل اثنين من المصورين وإصابة ثلاثة. في حالة أبو ظبي ، تبث المحطة لقطات من نيران عراقية قادمة من تحت وجهة نظر الكاميرا. ومع ذلك ، في حالة الفندق ، فإن صحفيين آخرين في مكان الحادث ينكرون أي نيران من أو حول الفندق.[33][34]

## 9 نيسان/أبريل
- بغداد تم الاستيلاء عليها من قبل القوات الأمريكية. بعض العراقيين يهتفون في الشوارع بينما تستولي القوات الأمريكية على مباني وزارة حزب البعث المهجورة وتسقط تمثالا حديدي ضخم لصدام حسين، منهيا حكمه الذي دام 24 عاما في العراق. تندلع أعمال نهب المكاتب الحكومية وتذوب القوات التي تقاتل من أجل حسين في أجزاء كبيرة من المدينة.[35]

## 11 نيسان/أبريل
- استولت القوات الأمريكية والكردية على الموصل وكركوك.[36]

## 12 نيسان/أبريل
- أصبح النهب والاضطرابات، خاصة في المدن الكبرى مثل بغداد والبصرة، قضية خطيرة للغاية. في بغداد باستثناء وزارة النفط التي كان يحرسها جنود أمريكيون معظم المباني الحكومية والعامة نهبت تماما لدرجة لا يبقى فيها شيء ذي قيمة. يشمل ذلك المتحف الوطني للعراق، مع تقارير أولية تفيد بأن 170,000 قطعة أثرية قد فقدت. تبين فيما بعد أن التقارير مبالغ فيها، مع تحديد الخسائر الفعلية في نهاية المطاف بأنها كانت تحتوي على حوالي 15,000 صنف. كما يتم نهب العديد من المستشفيات الكبرى. الخسائر الناجمة عن النهب والسلب تبدأ في إحداث المزيد والمزيد من الضرر للبنية التحتية المدنية العراقية والاقتصاد والثقافة، أكثر من تلك الناجمة عن ثلاثة أسابيع من قصف التحالف.

## 13 نيسان/أبريل
- استولت فرقة مشاة البحرية طرابلس على تكريت، مسقط رأس صدام حسين، والبلدة الأخيرة التي لا تخضع لسيطرة التحالف. ربما لمفاجأة الكثيرين، كانت هناك مقاومة قليلة.

## 15 نيسان/أبريل
- مع الاستيلاء على منطقة تكريت، يعلن التحالف أن الحرب في العراق قد انتهت بالفعل.[37]

## 1 أيار/مايو
- أعلن الرئيس الأمريكي جورج دبليو بوش من على سطح الطيران لحاملة الطائرات يو إس إس أبراهام لينكولن، أن العمليات القتالية الرئيسية التي قامت بها الولايات المتحدة في العراق «قد انتهت».[38][39]